# Єсет-батира Кокіули
Єсе́т-бати́ра Кокіули́ (каз. Есет батыр Көкіұлы) — село у складі Алгинського району Актюбінської області Казахстану. Адміністративний центр Бескоспинського сільського округу.
До 2008 року село називалось Павловка.
Населення — 1603 особи (2021; 1458 у 2009, 1585 у 1999, 1357 у 1989).